# Monaster Narodzenia Matki Bożej w Bogolubowie
Monaster Narodzenia Matki Bożej, także Objawienia Bogolubowskiej Ikony Matki Bożej – prawosławny żeński klasztor w Bogolubowie wzniesiony (jako męski) w II połowie XII w. lub w I połowie XIII w. przy rezydencji Andrzeja Bogolubskiego. Funkcjonuje w jurysdykcji eparchii włodzimierskiej Rosyjskiego Kościoła Prawosławnego.

## Historia

### Początki
W końcu lat 50. XII w. Andrzej I Bogolubski wzniósł nad Klaźmą, na terenie ob. wioski Bogolubowo, kamienny pałac obwarowany murami. W skład jego kompleksu wchodziła również cerkiew Narodzenia Matki Bożej i inne świątynie. Według różnych źródeł do budowy zamku zostali zatrudnieni europejscy budowniczowie z Lombardii lub południowych Niemiec. Andrzej Bogolubski polecił również napisanie Bogolubowskiej Ikony Matki Bożej; według XVIII-wiecznych żywotów dostąpił wcześniej w Bogolubowie objawienia maryjnego.
Monaster Narodzenia Matki Bożej istniał z pewnością na przełomie lat 1214/1215; pod tą datą zapisano w kronikach informację o śmierci pozostającego w stanie spoczynku biskupa rostowskiego i suzdalskiego Jana, który żył w klasztorze. Być może monaster został założony znacznie wcześniej, jeszcze za życia Andrzeja Bogolubskiego (zamordowanego w 1174). To, że właśnie wielki książę włodzimierski erygował klasztor, sugerował w XVIII w. ihumen Arystarch, autor kroniki monasterskiej, być może opierając się na niezachowanych źródłach z archiwum wspólnoty. Ponieważ rodzina zabitego księcia opuściła wzniesiony przez niego zamek, prawdopodobnie już w I połowie XIII w. mnisi zajmowali cały budynek. W 1238 monaster został zniszczony podczas najazdu mongolskiego, być może ucierpiał również w czasie najazdu tatarskiego na Włodzimierz w 1293, podczas najazdu Tochtamysza w 1382 oraz w 1411 przy napaści Tałycza. Nigdy jednak nie był całkowicie porzucony. W 1263 podczas przeniesienia relikwii św. Aleksandra Newskiego do monasteru Narodzenia Matki Bożej we Włodzimierzu mnisi towarzyszyli metropolicie Cyrylowi, gdy ten przyjmował relikwie w Bogolubowie. W 1373 w monasterze zmarł biskup suzdalski Jan, który osiadł w nim po odejściu w stan spoczynku.

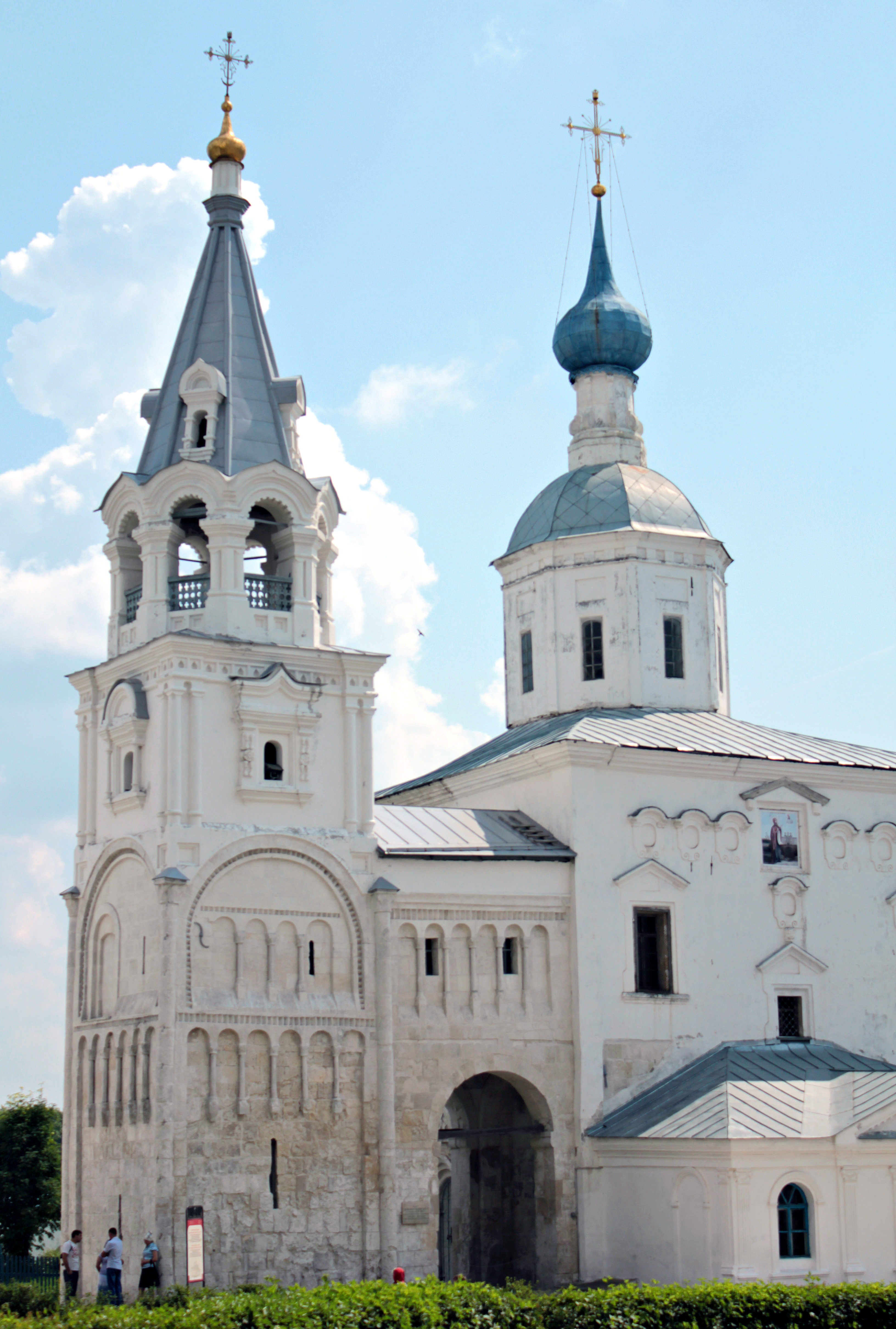
Baszta – ostatnia ocalała część zamku Andrzeja Bogolubskiego oraz cerkiew Narodzenia Matki Bożej

### XVII–XIX w.
W 1643 monaster odwiedził patriarcha moskiewski i całej Rusi Józef, dziesięć lat później jego następca Nikon. W 1690 w klasztorze zatrzymał się podróżujący do Pustelni Floriszczewskiej car Fiodor I. W 1687 w monasterze żyło 24 mnichów, diakon (biały duchowny) oraz ośmioro chórzystów, z czego szóstka chłopskich dzieci. W 1702 mnichów był 22. W XIX w. liczba mnichów i posłuszników wahała się od 20 do 40 osób, dodatkowo przebywało w nim ok. 20 uczniów szkoły przyklasztornej.
W 1687 na mocy wspólnej gramoty carów Iwana i Piotra monaster w Bogolubowie został jedną z rezydencji patriarchy moskiewskiego i całej Rusi. Pozostawał nią do 1753, gdy ponownie podporządkowano go eparchii włodzimierskiej i suzdalskiej, na terenie której był położony. Od 1799 jego przełożonym był mnich noszący godność archimandryty, a od 1882 – jeden z biskupów pomocniczych tejże eparchii. W latach 1751–1758 w kompleksie klasztornym wzniesiony został sobór Narodzenia Matki Bożej, powstały na miejscu pierwszej, XII-wiecznej cerkwi zbudowanej na polecenie Andrzeja Bogolubskiego, która w 1722 zawaliła się. Nowy budynek sakralny był w znacznej mierze kopią poprzedniego; jego to budowla krzyżowo-kopułowa. Ikonostas został wstawiony do soboru między r. 1752 i 1755, gdy trwały prace nad wykonaniem w jego wnętrzu fresków. W 1756 cerkiew poświęcił biskup włodzimierski i jaropolski Platon. W 1803 pierwotny ikonostas w soborze zastąpiono nową konstrukcją, zaś w 1892 wykonano w nim nowe freski, wzorowane na tych, które znajdowały się w soborze katedralnym we Włodzimierzu. W kompleksie monasterskim znajdowała się również cerkiew św. Leoncjusza, zbudowana najwcześniej w latach 60. XII w., po kanonizacji Leoncjusza z Rostowa, zaś w 1683 zastąpiona nową świątynią, następnie wielokrotnie przebudowywaną. W 1780 zmieniono patrona cerkwi na św. Andrzeja (cerkiew pod jego wezwaniem istniała niezależnie od niej w latach 1765–1780).
Po sekularyzacji majątku cerkiewnego i przejściu monasterów na utrzymanie państwowe klasztor w Bogolubowie został początkowo zaliczony w poczet wspólnot najniższej, III klasy, w 1872 Święty Synod przeniósł go do wyższej, II klasy, zaś w 1891 – do I. Od 1857 filią klasztoru w Bogolubowie był monaster Świętych Konstantyna i Heleny w Suzdalu, zaś od 1874 – monaster św. Mikołaja w Wołosowie. W I połowie XIX w. mnisi przejęli również opiekę nad cerkwią Opieki Matki Bożej na Nerli. W 1841 na terenie monasteru zbudowana została dzwonnica. Cały klasztor był otoczony murem z bramą wjazdową, która łączyła się z kaplicą, w której pochowano przełożonych monasteru – archimandrytów Teofila, Hieronima i Daniela.
W latach 1855–1866 na terenie monasteru wzniesiony został drugi sobór, większy rozmiarami od starszego. Został on wzniesiony według projektu Konstantina Thona i wyświęcony w 1866 przez biskupa włodzimierskiego Teofana. Większość funduszy na budowę świątyni przekazała żona moskiewskiego kupca, Anna Aleksiejewa, z synami. Patronką głównego ołtarza soboru była Bogolubowska Ikona Matki Bożej, zaś dwa ołtarze boczne wyświęcono ku czci świętych Symeona i Anny oraz Piotra i Pawła. Do 1917 w monasterze oprócz uznawanej za cudowną ikony znajdowały się relikwie Andrzeja Bogolubskiego. Na jego wyposażeniu znajdował się XVI-wieczny Ewangeliarz oraz synodyk prowadzony między XV a XVII wiekiem. Na południowy zachód od soboru znajduje się miejsce, gdzie według tradycji Matka Boża ukazała się Andrzejowi Bogolubskiemu. Prawdopodobnego fundatora monasteru upamiętniała również kaplica wzniesiona w końcu XIX w., między r. 1911 a 1913 zastąpiona kapliczką murowaną.

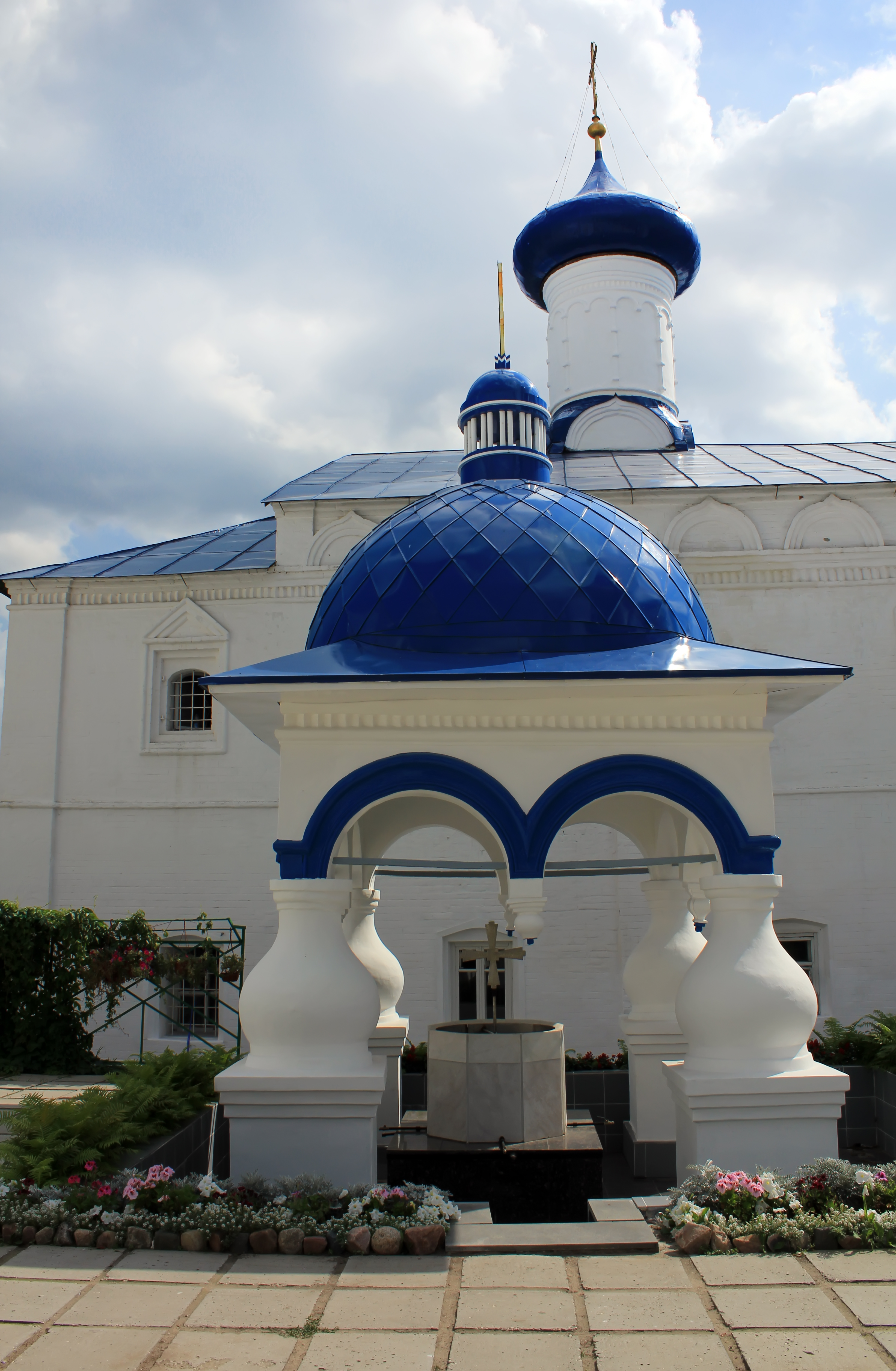
Miejsce, gdzie miało dojść do objawienia Matki Bożej Andrzejowi Bogolubskiemu

W XVIII w. w klasztorze wzniesiono murowany budynek mieszkalny dla mnichów, kilka cel znajdowało się również obok pracowni wypieku prosfor pod cerkwią św. Leoncjusza. W drugiej połowie tegoż stulecia gmach z celami rozbudowano z myślą o żyjącym w klasztorze biskupie w stanie spoczynku, władyce włodzimierskim Justynie, dla którego urządzono również prywatną cerkiew. Kolejny budynek mieszkalny powstał w monasterze w 1830. W 1889 zbudowano natomiast dom pielgrzyma, w 1901 – szkołę, zaś w 1907 – szpital.
Tradycją klasztoru były procesje z Bogolubowską Ikoną Matki Bożej, upamiętniające rok 1771, gdy wstawiennictwo Matki Bożej miało powstrzymać epidemię we Włodzimierzu. Odbywały się one między 20 maja a 18 czerwca. Ich organizacji zabroniły w 1924 władze radzieckie.

### Po rewolucji październikowej

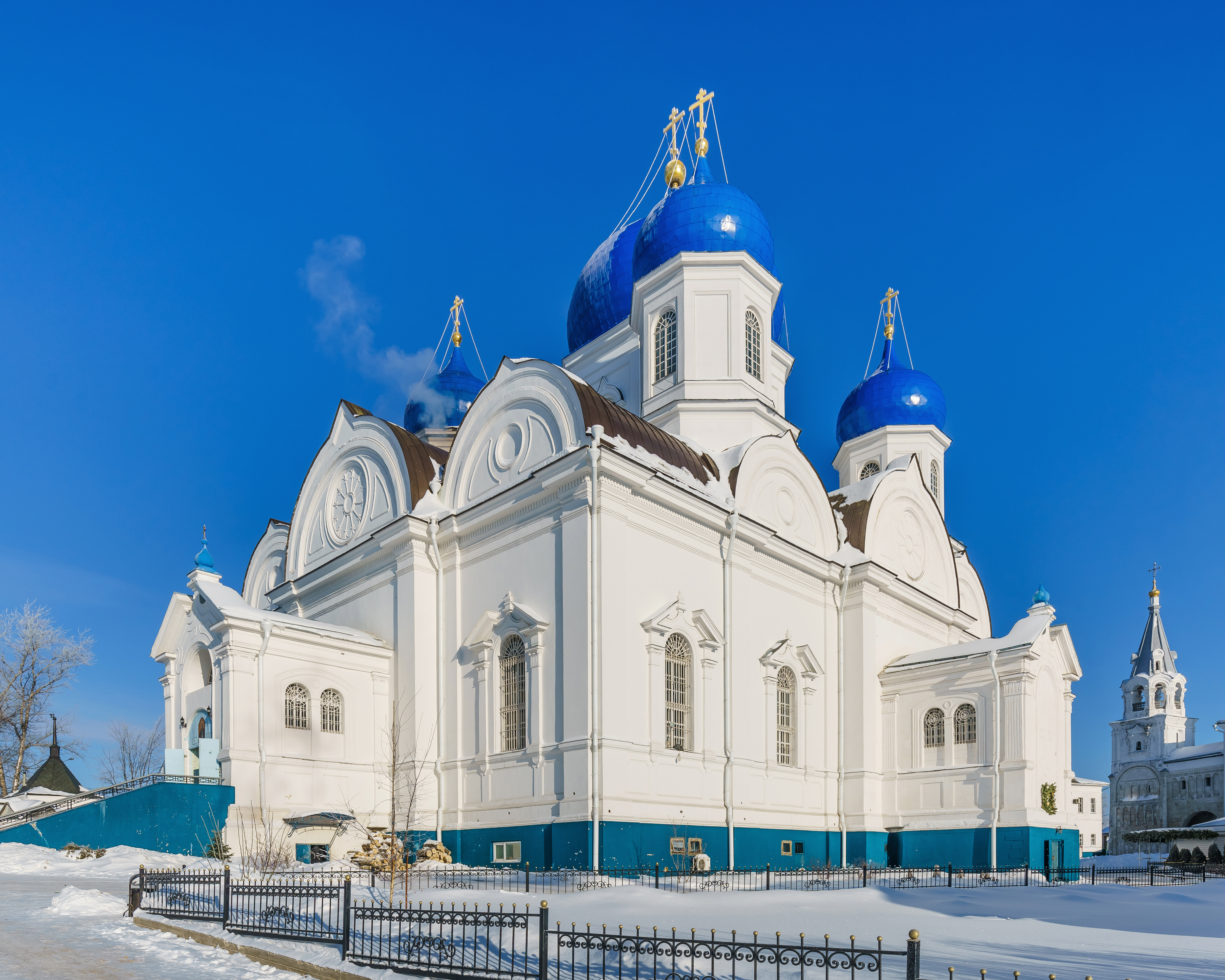
Sobór Bogolubowskiej Ikony Matki Bożej

W 1918 namiestnik klasztoru, archimandryta Aleksander poinformował eparchię włodzimierską, że bogolubowska rada zajęła jeden z budynków monasterskich. W 1919 władze poleciły wydać całe cenne wyposażenie klasztoru, jednak mieszkańcy Bogolubowa, uprzedzeni przez mnichów, uniemożliwili jego wywiezienie. Srebrne i złote elementy monasterskiego wyposażenia zostały odebrane klasztorowi podczas konfiskaty majątku cerkiewnego w 1922. W 1922 na terenie monasteru zakwaterowany został 1 pułk kawalerii wojsk GPU, część obiektów przekazano również na cele muzealne. Równocześnie w monasterze pozostawało ok. 30 mnichów. W 1922 do bogolubowskiej wspólnoty dołączyli mnisi z monasteru Narodzenia Matki Bożej we Włodzimierzu, którzy nie pogodzili się z przejęciem swojego klasztoru przez Żywą Cerkiew. W 1923 monaster w Bogolubowie został zlikwidowany, zaś w styczniu następnego roku cały kompleks przekazano muzeum. Ponieważ placówka miała na przestrzeni lat trudności finansowe, wynajęła część zabudowań na dom dziecka, w 1929 przekazała dwa monasterskie sobory z przeznaczeniem na magazyny zbożowe. W połowie lat 30. XX wieku muzeum opiekowało się jedynie najstarszymi, XII-wiecznymi budynkami, pierwotnie wchodzącymi w skład zamku Andrzeja Bogolubskiego, zaś obiekty sakralne użytkował kołchoz, przez co były one w bardzo złym stanie. W drugiej połowie tej samej dekady prawdopodobnie zniszczony został cmentarz mnichów i kaplica ku czci fundatora obiektu. Od 1941 do lat 90. XX wieku obok ekspozycji muzealnej w klasztorze działały biura lokalnej administracji, komisariat milicji, bank, poczta i telegraf, magazyn (w XIX-wiecznym soborze), mieszkania.

### Restytucja monasteru

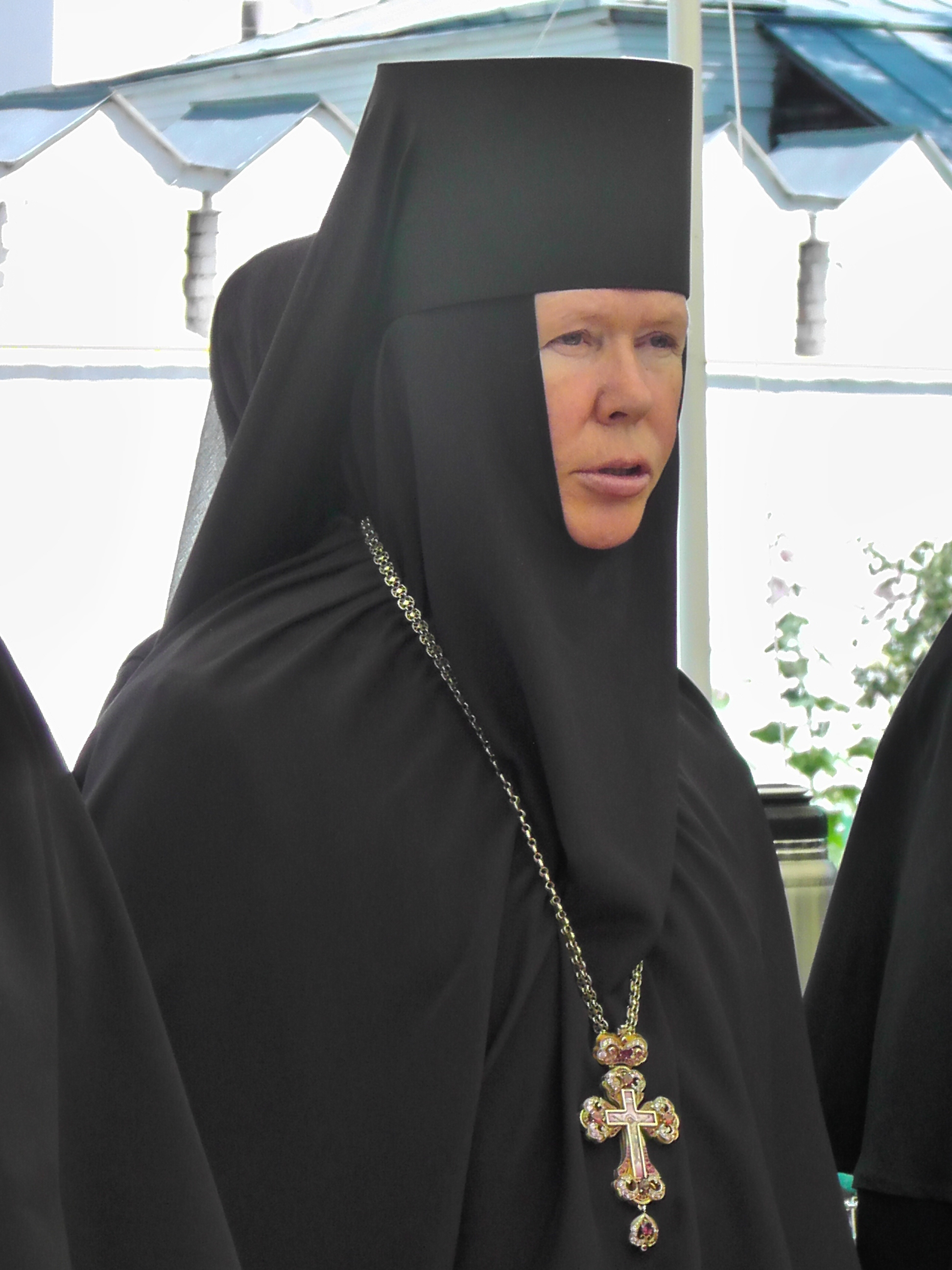
Ihumenia Antonina (Szachowcewa)

W 1988 postanowiono urządzić w dawnym klasztorze centrum badań nad problemami architektury, z hotelem w dawnych celach mnichów oraz salami wystawową i kinową w soborze. W 1991 część zrujnowanego kompleksu została jednak przekazana Rosyjskiemu Kościołowi Prawosławnemu. W tym samym roku Bogolubowo odwiedził patriarcha moskiewski i całej Rusi Aleksy II. W monasterze zamieszkało 10 mnichów na czele ze schiiihumenem Nikodemem, którego rok później zastąpił archimandryta Hieronim (Dierkacz). W 1997 do Bogolubowa sprowadzono 60 mniszek i posłusznic z monasteru Przemienienia Pańskiego w Zadońsku oraz ich spowiednika archimandrytę Piotra (Kuczera). Wymieniona grupa mniszek i ich spowiednik opuścili klasztor w Zadońsku po konflikcie z jego przełożoną oraz biskupem woroneskim i lipieckim Metodym, a następnie przebywała w jurysdykcji niekanonicznej Wolnej Rosyjskiej Cerkwi Prawosławnej. 
W 1997 poświęcony został odnowiony sobór Bogolubowskiej Ikony Matki Bożej oraz cerkiew Zwiastowania, przeznaczona dla odprawiania nabożeństw w ciągu tygodnia. W Bogolubowie funkcjonowały równolegle klasztory męski, kierowany przez Piotra, i żeński, którym pokierowała mniszka Helena (Bogdan) z monasteru Opieki Matki Bożej w Suzdalu. Przy monasterach utworzono pracownię ikonopisania, stolarstwa i wyszywania. W 2003 budynki należące do kompleksu zamku Andrzeja Bogolubskiego, w tym sobór Narodzenia Matki Bożej, zostały wpisane na Listę Światowego Dziedzictwa UNESCO.

#### Działalność archimandryty Piotra (Kuczera) i sprawa złego traktowania dzieci z klasztornego domu dziecka
Przebywając w monasterze w Bogolubowie, archimandryta Piotr (Kuczer) razem z mniszkami organizował protesty przeciwko przyjmowaniu elektronicznych dokumentów tożsamości. Osoby mieszkające w monasterze zrezygnowały z przyjmowania rosyjskich świadczeń emerytalnych, określając państwo rosyjskie jako bezbożne. W monasterze zapowiadany był bliski koniec świata i nadejście Antychrysta. W 2003 Święty Synod Rosyjskiego Kościoła Prawosławnego, na wniosek arcybiskupa włodzimierskiego i suzdalskiego Eulogiusza, zlikwidował męską wspólnotę w Bogolubowie i przeniósł mnichów do parafii Świętych Konstantyna i Heleny we Włodzimierzu. Monaster żeński w Bogolubowie funkcjonował nadal, a Piotr pozostał jego spowiednikiem. W 2006 został przeniesiony w stan spoczynku za bezprawne usunięcie z klasztoru jego przełożonej, ihumeni Julianny. Mniszki i liczni pielgrzymi zorganizowali w tej sprawie protesty, zakończone przywróceniem archimandryty do służby w monasterze przy równoczesnym powrocie Julianny do klasztoru. 
We wrześniu 2009 z prawosławnego domu dziecka prowadzonym przez mniszki zbiegły dwie nastolatki; jedna z nich skierowała następnie listy do patriarchy moskiewskiego i całej Rusi Cyryla oraz do prezydenta Rosji Dmitrija Miedwiediewa. Stwierdziła w nim, że mniszki dopuszczają się wobec wychowanków przemocy fizycznej, zmuszają ich do pracy i pozbawiają żywności. Do ucieczek wychowanków z monasteru dochodziło już wcześniej, kolejna trójka wychowanków zbiegła z klasztoru w 2010. Mniszki zaprzeczały, jakoby w klasztorze dochodziło znęcania się nad dziećmi, zarzuty potwierdził natomiast jeden z duchownych eparchii włodzimierskiej i suzdalskiej. W sprawie rozpoczęte zostały postępowania wyjaśniające rosyjskiego rzecznika praw dziecka, Komitetu Śledczego przy Izbie Społecznej Dumy Państwowej oraz rosyjskiej prokuratury. W związku z tym w 2010 arcybiskup włodzimierski i suzdalski Eulogiusz zlikwidował dom dziecka.